# Smišljak (Vrbovsko)
Smišljak je naselje u Hrvatskoj u sastavu Grada Vrbovskog. Nalazi se u Primorsko-goranskoj županiji.

## Zemljopis
Zapadno-sjeverozapadno je Vučnik, sjeverozapadno su Draga Lukovdolska i Močile, sjeverno sjeveroistočno su Severin na Kupi, rijeka Kupa i preko nje Slovenija, sjeveroistočno su Klanac, Plešivica, Rim i Zdihovo, istočno je Liplje, jugoistočno su Mali Jadrč, Veliki Jadrč i Osojnik.

## Stanovništvo
| broj stanovnika | 87    | 77    | 69    | 71    | 66    | 47    | 42    | 64    | 60    | 51    | 48    | 47    | 43    | 33    | 26    | 21    | 13    |
|                 | 1857. | 1869. | 1880. | 1890. | 1900. | 1910. | 1921. | 1931. | 1948. | 1953. | 1961. | 1971. | 1981. | 1991. | 2001. | 2011. | 2021. |